# Enrique Krauze
Enrique Krauze (Ciutat de Mèxic, 16 de setembre de 1947) és un escriptor, historiador, i editor mexicà. Dirigeix l'Editorial Clío i la revista cultural Letras Libres i és membre de l'Acadèmia Mexicana de la Història, del Col·legi Nacional i del consell d'administració de Televisa.